# Roundup (Montana)
Roundup – miasto w Stanach Zjednoczonych, w stanie Montana, siedziba administracyjna hrabstwa Musselshell.